# Syllepte fabiusalis
Syllepte fabiusalis là một loài bướm đêm trong họ Crambidae.